# ラーシ・ボーデマン
ラーシ・ボーデマン (Laci Georg Boldemann, 1921年4月14日 ヘルシンキ‐1969年8月18日 ミュンヘン) は、スウェーデンの作曲家。

## 経歴
1921年、ヘルシンキ生まれ。1937～1939年、 ロンドンの王立音楽アカデミーで指揮とピアノを学んだ。アカデミーでは サー・ヘンリー・ウッドと共に指揮を学んでいた。そして、1939年に第二次世界大戦が勃発するまでストックホルムでピアノをグンナル・デ・フルメリーと共に学んでいた。
1941年にはドイツ市民権を有したことからドイツ陸軍に徴集され、ソ連やポーランド、イタリア軍と戦った。そのため彼は後にアメリカ合衆国で収監され、フランスとドイツを経由してスウェーデンへ戻っている。
1947年にスウェーデンへ帰国するとスウェーデン作曲家協会へ参加し、1963～1969年には書記と会計役を務めた。またスウェーデン著作権協会の委員であり、芸術家ならびに作家会議の委員であった。

## 音楽について
ボーデマンの作品は、刺激が重要な役割を果たしている。音楽ドラマ、芸術的歌曲、子供のための楽しい歌、そしてオーケストラ付きの歌曲作品もまた、彼の作曲ジャンルの中に含まれている。彼の器楽作品は情熱的鮮烈さと衝撃的な推進力が特徴であり、伝統的というよりはアヴァンギャルドなスタイルである。

## 作品
オーケストラ作品
- Symphony (1959–61)
- La Danza, Symphonic overture (1949)
- Sinfonietta for strings (1954)

コンサート作品
- Piano Concerto (1956)
- Violin Concerto (1959)

室内楽作品
- String Quartet (1957)

ピアノ曲
- Little suite on nursery rhymes for piano (1961)
- Small ironic pieces for piano op. 19 (1942–45)

歌曲
- Lieder der Vergänglichkeit, cantata for baritone and strings (1951)
- Four epitaphs for soprano and strings (1952)
- Notturno for soprano and orchestra (1958)

舞台作品
- Opera Svart är vitt(Black is white-said the emperor), 1965

その他
- 「月夜のねずみたちMice in moonlight」といった子供の歌を含む50曲の歌を作曲している。

## 録音
- 『ラーシ・ボーデマン』[1]、スウィーディッシュ・ソサイエティ・ディスコフィル[2]、1988年。(ストックホルムフィルハーモニー管弦楽団、ピアノ：ダグ・エイチャズ (Dag Achatz)、ソプラノ:ソールヴェイ・ファリンゲル (Solveig Faringer)[3]、指揮：十束尚宏。